# Pterinochilus chordatus
Pterinochilus chordatus är en spindelart som först beskrevs av Carl Eduard Adolph Gerstäcker 1873.  Pterinochilus chordatus ingår i släktet Pterinochilus och familjen fågelspindlar. Inga underarter finns listade i Catalogue of Life.